# Gryzielowate
Gryzielowate (Atypidae) – rodzina średniej wielkości pająków występujących w Ameryce Północnej, Afryce, Azji i Europie. Obejmuje 51 gatunków. Pająki te charakteryzują się dużymi szczękoczułkami z długimi kłami jadowymi oraz płatkowatymi wyrostami na biodrach nogogłaszczków. Kopulacja odbywa się naprzemiennie: prawy narząd kopulacyjny samca umieszczany jest w lewym otworze samicy i na odwrót. Samice i niedorosłe samce żyją w rurkowatych, pionowych lub poziomych oprzędach. Dojrzałe samce wędrują w celu znalezienia samicy i jeśli nie zostaną przez nią zjedzone po kopulacji mogą żyć w jej oprzędzie. Samice dożywają ponad 7 lat.

## Taksonomia
Takson wprowadzony w 1870 roku przez Tamerlana Thorella jako podrodzina Atypinae. W 1878 roku wyniesiony do rangi rodziny przez Philipa Bertkau. Obecną formę nadał mu Eugène Simon w 1903 roku. Współcześnie zalicza się doń 51 gatunków zgrupowanych w 3 rodzajach:
- Atypus
- Calommata
- Sphodros

## Morfologia

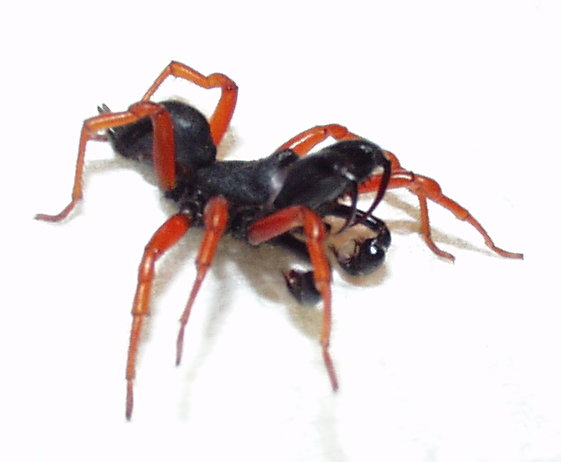
Północnoamerykański Sphodros rufipes. Dobrze widoczne duże kły jadowe

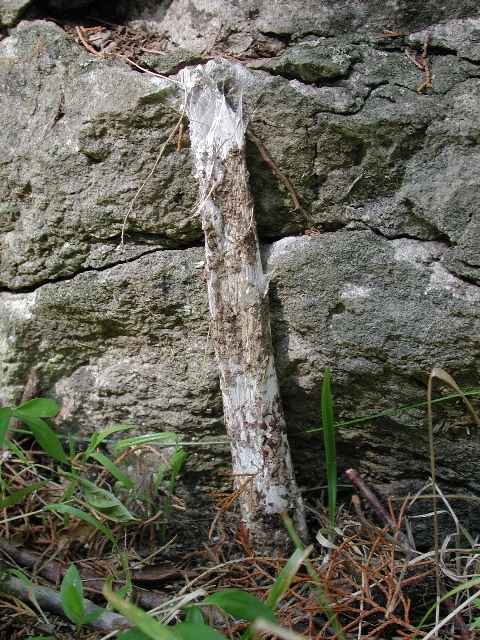
Pionowy rękaw gatunku z rodzaju Sphodros

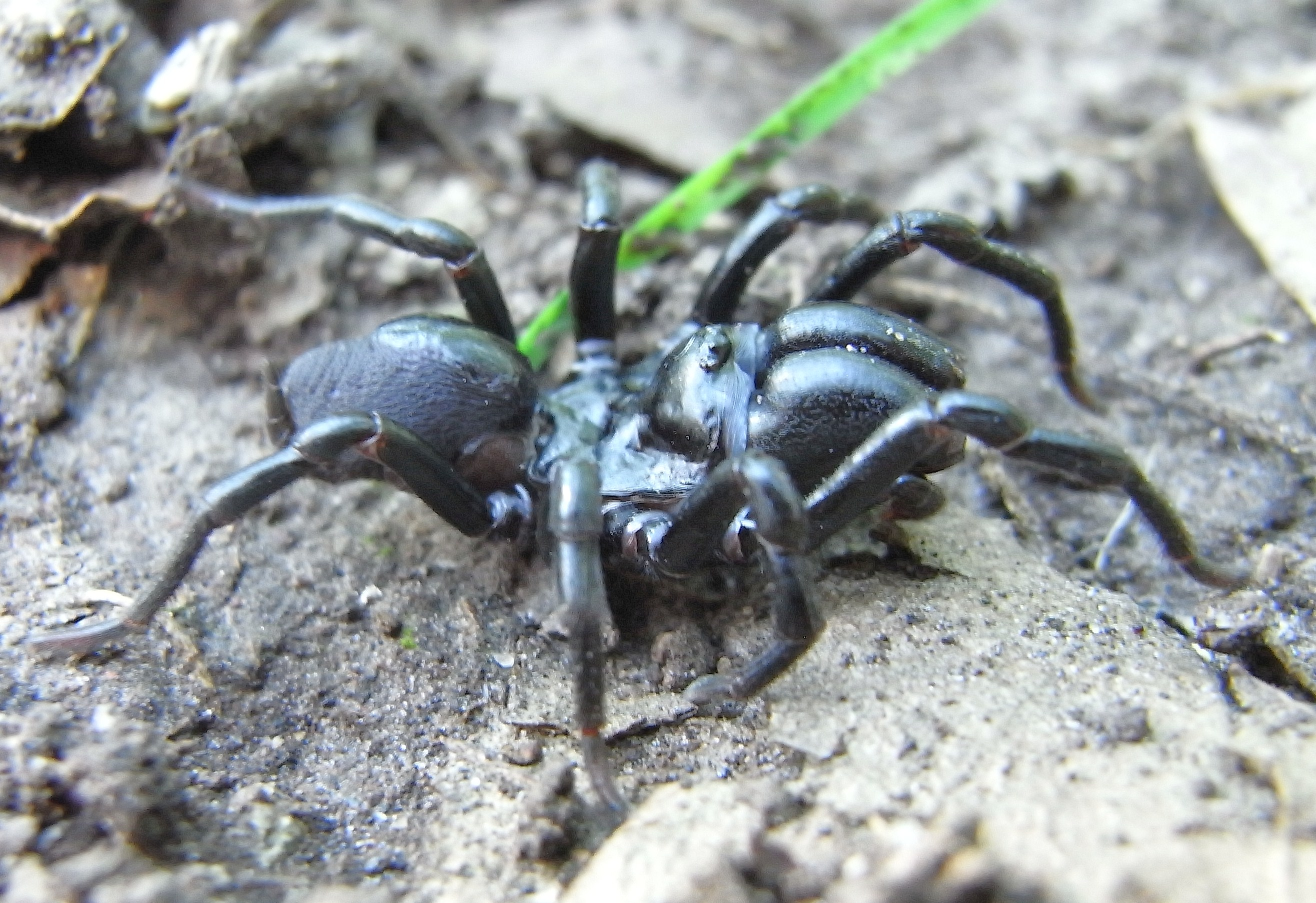
Spotykany na polskich pogórzach gryziel tapetnik

Prosoma z przodem części głowowej karapaksu silnie wyniesionym, natomiast jego częścią tułowiową niską. Oczy są osadzone na poprzecznych guzkach i wystają ponad wąskim nadustkiem, wyjątkiem są samice z rodzaju Calommata, u których są położone blisko rowka tułowiowego. Duże, kolankowato zgięte i poziomo ułożone szczękoczułki mają proste rządki ostrych ząbków na przednich krawędziach, długie kły jadowe i pozbawione są rastellum. U rodzaju Calommata warga dolna jest wolna, u pozostałych scalona ze sternum. Cztery pary sigillae występują na sternum, z których przednia, zwykle najmniejsza, położona jest po bokach wargi dolnej, a kolejne są coraz większe, z tylną parą powiększoną i zbliżoną do siebie.
Nogogłaszczki mają na biodrach wyraźne, płatkowate, wystające z przedniobocznych ich części wyrostki, których długość jest równa lub przekracza długość części nasadowej biodra. Biodra nogogłaszczków są niepiłkowane. U samic nogogłaszczki mają ząbkowane pazurki, u samców wyposażone są w aparat kopulacyjny. U rodzaju Sphodoros aparat ten odznacza się cienkim, rurkowatym embolusem, który w stanie spoczynku leży w obrębie zakrzywionego konduktora. U pozostałych rodzajów embolus jest prosty i kolcopodobny, a konduktor szeroki, płatkowaty i prosty. Odnóża kroczne lekko kolczaste, z pojedynczym rządkiem trichobotriów na nadstopiu i stopie. Stopa bez scopulae i o trzech pazurkach, które u samca są małe, u samicy natomiast wyposażone w duży, gładki ząbek.
Kształtem zbliżona do owalu opistosoma zaopatrzona jest pojedynczy, duży tergit, który u samców może formować tarczę. Występuje sześć kądziołków przędnych. Przednie boczne są jednoczłonowe i wąskie. Kądziołki tylne środkowe są rozszerzone i trójkątnie zakończone, również jednoczłonowe. Wydłużone kądziołki tylne boczne składają się z trzech, rzadko czterech członów. Epigynum samicy ma u rodzaju Atypus dużą, prawie owalną i słabo zesklerotyzowaną torebkę kopulacyjną z dwoma lub więcej zbiorniczkami na każdej z dwóch płytek nasadowych. Pozostałe rodzaje mają torebkę wąską, poprzeczną, wyposażoną w dwie rurki po każdej stronie.

## Biologia
Samice i niedorosłe samce są krótkonogie i żyją w zbudowanych z nici przędnej długich rękawach, które leżą poziomo na powierzchni ziemi lub pionowo, wzdłuż pni drzew. Rękawy te stanowią osłonę dla pająka jak i pułapkę dla jego ofiar, które przyklejają się do nich. Pająk za pomocą długich kłów jadowych wstrzykuje toksynę ofierze przez rękaw, po czym tworzy w nim dziurę i wciąga ofiarę do środka. Dorosłe samce mają długie nogi i opuszczają swoje rękawy poszukując samic. Po znalezieniu rękawa samiec bębni w niego i jeśli samica jest zainteresowana, wchodzi do środka. W trakcie kopulacji samiec umieszcza aparaty kopulacyjne na nogogłaszczkach w otworach płciowych samicy naprzemiennie: prawy w lewym, a lewy w prawym. Po zakończonej kopulacji samiec może zostać zjedzony lub żyć do kilku miesięcy w rękawie wraz z samicą. Samice żyją siedem lub więcej lat.

## Rozprzestrzenienie
Pająki te zasiedlają Europę, Azję, Afrykę północną i południową oraz Amerykę Północną.
W warunkach europejskich preferują siedliska silnie kserotermiczne, m.in. murawy kserotermiczne z klasy Festuco-Brometea, mocno nasłonecznione, o stromych zboczach, porośnięte rzadką roślinnością zielną. W Polsce zasiedlają zachodnią i południowo-zachodnią część kraju (gryziel zachodni), pasmo pogórzy, od Sudetów po Bieszczady (gryziel tapetnik) oraz południowo-wschodnią część kraju, głównie dolinę Wisły, Góry Świętokrzyskie oraz Wyżynę Lubelską.
W Polsce występują trzy gatunki podlegające ochronie gatunkowej:
- Atypus affinis – gryziel zachodni
- Atypus muralis – gryziel stepowy
- Atypus piceus – gryziel tapetnik